# Komisja Kinga-Crane’a
Komisja Kinga-Crane’a – komisja powołana na żądanie prezydenta Stanów Zjednoczonych Woodrow Wilsona w trakcie Konferencji Pokojowej w 1919. Miała za zadanie określić nastawienie ludności zamieszkującej posiadłości Imperium Osmańskiego na Bliskim Wschodzie, co do przyszłości tych terenów. Komisji przewodniczyli Oberlin College Henry King i Charles Crane.

## Tło
Sprawa podziału posiadłości Imperium Osmańskiego po I wojnie światowej była wypadkową kolonialnych ambicji Wielkiej Brytanii i Francji. Brytyjczycy wspomagali Arabów w rewolcie 1916-1918, co pomagało im wiązać siły tureckie i niemieckie w regionie. Jednocześnie w 1916 zawarli z Francją tajną umowę Sykes-Picot, która ustalała podział wpływów na Bliskim Wschodzie. Francja miała kontrolować Syrię, Liban i południową Anatolię. Brytyjczycy – tereny od Palestyny do Iraku.
Sytuację komplikowała sprawa niezależności ludów arabskich i syjonistyczna – w 1917 podpisano deklarację Balfoura o utworzeniu państwa żydowskiego w Palestynie. Napięcia i tarcia wywołane Deklaracją miały być główną osią pracy Komisji. Wilson chciał, by członkowie Komisji poznali, jak to tylko możliwe, nastroje ludności tych regionów odnośnie przyszłego administrowania ich spraw.

## Komisja
Na prośbę Wilsona, wysuniętą 20 marca 1919 na spotkaniu Wielkiej Czwórki, Henry King został wiceprzewodniczącym amerykańskiej sekcji Międzysojuszniczej Komisji do spraw Mandatów w Turcji przy konferencji pokojowej w Paryżu. Wraz z czikagowskim przedsiębiorcą Charlesem Crane’em mieli sformować międzynarodowy zespół do ww. zadania, ale wobec bezczynności Wielkiej Brytanii (wycofała kandydata wobec braku takowego po stronie francuskiej) i Francji (odmówiła wyznaczenia przedstawiciela), komisja pozostała ciałem wyłącznie amerykańskim. Miała skupić się na terenach nie-tureckich: Syrii, Palestyny, Mezopotamii, Cylicji i Armenii, które niemal na pewno miały zostać odebrane Osmanom. Jednakże z uwagi na przebieg Konferencji, ograniczono się do Palestyny i Syrii.

### Skład
W skład komisji weszli:
- Henry Churchill King – przewodniczący komisji; prezes Oberlin College, profesor matematyki, filozofii, teologii; dyrektor departamentu religii YMCA we Francji;
- Charles Crane – wiceprzewodniczący komisji; czikagowski przemysłowiec, filantrop, doradca prezydencki ds. Rosji i Chin;
- Albert Howe Lybyer – główny doradca rzeczowy komisji; prof. historii
- kpt. William Yale – doradca komisji ds. południowej Turcji; inżynier, doradca ds. specjalny agent departamentu stanu; obserwator wojskowy sił egipskich w Palestynie; specjalista ds. arabskich;
- George Montgomery – doradca komisji ds. północnej Turcji; prof. filozofii w Carleton College, na Yale University i New York University; specjalny doradca ambasadora USA w Konstantynopolu;
- kpt. Donald Brodie – sekretarz komisji; członek amerykańskiej misji negocjacyjnej;
- Sami Haddad – lekarz i tłumacz komisji; uznany libański chirurg.

### Prace komisji
Komisja zebrała się w Konstantynopolu, skąd pożeglowała do na Bliski Wschód. 10 czerwca 1919 przybiła do Jafy. Stamtąd udała się w podróż po Palestynie, Syrii, południowej Anatolii. Odwiedziła większe miasta i małe wsie, odbywając łącznie 442 spotkania z lokalnymi społecznościami i przyjmując od nich petycje. Była m.in., kolejno, w: Jerozolimie, Betlejem, Hebronie, Beer Szewa, Ramallah, Nablusie, Dżaninie, Nazarecie, Hajfie, Akce, Damaszku, Darze, Ammanie, Balbeku, Sydonie, Bejrucie, Tyrze, Ainabie, Babdbie, Zahle, Trypolisie, Aleksandreccie, Latakii, Hims, Hamie, Aleppo, Adanie, Tarsusie i Mersynie. Komisja wypłynęła z powrotem do Konstantynopola 21 lipca.

## Ustalenia

### Syria
Najwięcej uwagi komisja poświęciła Syrii. W rekomendacjach dla konferencji pokojowej podkreśliła, że nowi zarządcy tych terenów nie powinni występować z pozycji kolonistów, a mieć na uwadze dobrobyt i rozwój tamtejszej ludności. Administracja mandatowa powinna być tymczasowa i mieć charakter pozwalający zapoznać się ludności z demokratycznym systemem władzy. W tym celu, oraz aby rozwinąć w mieszkańcach ducha narodu, powinny zostać podjęte długofalowe działania edukacyjne. Administracja powinna dążyć do powstania i rozwoju wszystkich instytucji demokratycznego kraju, i stopniowo przekazywać obowiązki w ręce lokalnej ludności. Nowy kraj powinien zapewniać wolność religijną na poziomie konstytucji i na poziomie praktycznym. Mandatariusz nie powinien wykorzystywać monopolu władzy.
Według komisji zdecydowana większość ludności opowiadała się za niepodległą Syrią. Komisja zarekomendowała jedności Wielkiej Syrii, bez wydzielania części południowej (Palestyny) czy zachodniej strefy brzegowej (Liban). Aczkolwiek zauważono odrębność (przewaga chrześcijan) i dotychczasową autonomię Libanu pod panowaniem osmańskim. Zaleciła też nie przyłączanie Cylicji. Według niej, terytorium mandatu było zbyt małe a ludność zbyt mała, by dodatkowo je dzielić. Komisja uznała, że terytorium to jest przeważająco zdominowane przez język, kulturę, tradycję i obyczaje arabskie. Według komisji, Syria powinna zostać monarchią konstytucyjną (jako ustrój możliwie najbardziej znany ludności arabskiej), z emir Fajsal jako królem.

### Syjonizm
Na 1875 zebranych petycji 72% była przeciwna planom utworzenia państwa Izrael w Palestynie (Deklaracja Balfoura). Komisja przytoczyła również deklaracje Syryjskiego Kongresu Narodowego). Jedynie petycje dotyczące jedności Syrii i niezależności Syrii cieszyły się większym odsetkiem poparcia. Z tego względu komisja sugerowała poważne zmiany w planach osadnictwa żydowskiego. Uznano, że stworzenie narodowego domu dla ludu żydowskiego nie może być jednoznaczne z uczynieniem z Palestyny państwa żydowskiego. Według komisji, dotychczasowe zapowiedzi i plany oznaczają stworzenie takiego państwa bez żadnego poszanowania cywilnych i religijnych praw nieżydowskiej ludności Palestyny. Komisarze przestrzegali, że nastroje antysyjonistyczne i poczucie niesprawiedliwości w Palestynie i Syrii nie przeminą łatwo. Według komisji, żaden z zapytanych brytyjskich oficerów nie widział innej możliwości wdrożenia planu Syjonistów, niż z użyciem siły. Argument Syjonistów, że mają prawo do tych ziem wynikające z ich zamieszkania 2000 lat temu, komisja określiła jako trudne do poważnego traktowania.

### Administracja
Komisja za rozsądne i warte rozważenia uznała, aby to USA zostały mandatariuszem Syrii. Argumentami za tym były m.in:
- wyrażona zgoda ludności – ponad 60% zebranych petycji wskazywała USA jako kraj pierwszego wyboru jako przyszłego administratora; taki sam odsetek głosów stanowczo protestował przeciw administracji francuskiej.
- wiedza o USA przekazywana na miejscu przez diasporę
- silna obecność edukacji amerykańskiej (koledż w Bejrucie)
- uznanie przez ludność, że USA nie ma ambicji terytorialnych i kolonialnych w regionie
- odmienność od dwóch innych mocarstw obecnych w regionie: Wielkiej Brytanii i Francji

## Znaczenie
Komisarze jeszcze w trakcie objazdu Bliskiego Wschodu, w zetknięciu się z dziesiątkami petycji, wysyłali pilne telegramy do prezydenta Wilsona wzywające do działania. Jednak nim raport końcowy dotarł do Waszyngtonu i Paryża, prace na konferencji pokojowej były na ukończeniu. Sprawa Bliskiego Wschodu była marginalizowana, co spotkało również konkluzje komisji.
Zarówno King jak i Crane uważali, że raport należy upublicznić, jednak uważali, że nie mogą działać bez polecenia prezydenta lub Departamentu Stanu. Ten ostatni blokował jego treść nawet przed innymi urzędnikami mówiąc, że nie byłoby to zgodne z interesem społecznym.
Raport opublikowano dopiero 2 grudnia 1922, już po podpisaniu traktatu sewrskiego, który dzielił terytoria osmańskie między Wielką Brytanię i Francję.
Sekretarz komisji Donald Brodie zakupił dużą ilość nakładu raportu i rozesłał go uniwersytetów i instytucji w Europie i USA. Brodie, wraz z doradcą komisji Albertem Lybyerem, pomagali później w publikacji opracowania raportu, The King-Crane Commission: An American Inquiry in the Middle East, autorstwa Harry’ego Howarda.

## Współcześnie
Oberlin College gromadzi i przechowuje dokumenty związane z komisją (również w wersji cyrfowej), w tym niemal wszystkie oryginalnie zgromadzone przez komisję petycje, w ramach zbioru Henry Churchill King Papers. Pozostałe dokumenty znajdują się w innych archiwach:
- Albert H. Lybyer Papers w University of Illinois,
- Donalnd M. Brodie Miscellaneous Papers w Hoover Institution Archives przy Stanford University,
- George Montgomery Papers w Bibliotece Kongresu,
- William Yale Papers w University of New Hampshire,
- Sami Haddad Papers – kolekcja w trakcie tworzenia od 2012 roku.

W Bibliotece Kongresu znajdują się również dokument związane z komisją i jednocześnie z gabinetem prezydenta Wilsona.